# Pandharpur
Pandharpur är en stad i den indiska delstaten Maharashtra. Den är den tredje största staden i distriktet Sholapur och hade 98 923 invånare vid folkräkningen 2011. Pandharpur är belägen vid Bhima, som är en biflod till Krishnafloden. Den är en viktig vallfartsort för många hinduiska pilgrimer, som söker sig till Vithobatemplet. Templet är ägnat åt en inkarnation av guden Vishnu.